# Chondryty oliwinowo-hiperstenowe
Chondryty oliwinowo-hiperstenowe (chondryty L) – grupa meteorytów należących do chondrytów zwyczajnych oznaczona ogólnym symbolem L. Zawartość minerałów w tym typie meteorytów jest taka sama jak w przypadku chondrytów oliwinowo-bronzytowych. Różnią się jedynie proporcjami występujących w nich minerałów. Nazwa chondrytu pochodzi od hiperstenu (Mg,Fe)2[Si2O6], rodzaju piroksenu. Chondryty oliwinowo-hiperstenowe podlegają jeszcze podziałowi na grupy: L3, L4, L5, L6.

## Procentowy skład mineralny
- Oliwin 35% – 60%
- Piroksen rombowy 25% – 35%
- Plagioklaz 5% – 10%
- Stop żelazowo-niklowy 1% – 10%
- Troilit ok. 5%